# Joaquín Gamboa Pascoe
Joaquín Gamboa Pascoe (México, D. F., 30 de mayo de 1922-7 de enero de 2016) fue un abogado, líder sindical y político mexicano, miembro del Partido Revolucionario Institucional. Fue Secretario General de la Confederación de Trabajadores de México (CTM), de 2005 hasta su muerte en 2016.
Joaquín Gamboa Pascoe fue abogado egresado de la Universidad Nacional Autónoma de México, institución en donde fue compañero del futuro presidente José López Portillo.
Fue elegido en una ocasión diputado federal y en otra senador de la República. En 1967 fue elegido diputado federal en representación del Distrito 13 del Distrito Federal a la XLV Legislatura que concluyó en 1970; postulado candidato del PRI a diputado por el mismo distrito en 1973, resultó derrotado por el candidato del PAN, Javier Blanco Sánchez. En 1976 fue elegido senador por el Distrito Federal, desempeñando el cargo hasta 1982 y durante el cual fue líder de la mayoría priista y presidente de la Gran Comisión del Senado; en 1988 fue postulado por segunda ocasión a la senaduría del Distrito Federal en fórmula con Pedro Ramírez Vázquez, resultando derrotados por la fórmula postulada por el Frente Democrático Nacional, integrada por Porfirio Muñoz Ledo e Ifigenia Martínez.
Joaquín Gamboa Pascoe se desempeñó como dirigente de la Federación de Trabajadores del Distrito Federal y el 9 de agosto de 2005 asumió la Secretaría General de la Confederación de Trabajadores de México, a la muerte de su antecesor, Leonardo Rodríguez Alcaine.
El 7 de enero de 2016 falleció en México, D. F. a causa de una complicación respiratoria.